# The Founding of a Republic
Pour plus de détails, voir Fiche technique et Distribution.
The Founding of a Republic (Jiàn Gúo Dà Yè) est un film chinois réalisé par Huang Jianxin et Han Sanping (en), sorti en 2009.
Il a été commandé par l'État chinois pour célébrer le 60e anniversaire de la République populaire de Chine.

## Synopsis
Le film retrace la lutte pour le pouvoir entre les communistes chinois de Mao Zedong et le Kuomintang de Tchang Kaï-chek de 1945 à 1949.

## Fiche technique
- Titre international : The Founding of a Republic
- Titre original : Jiàn Gúo Dà Yè
- Réalisation : Huang Jianxin et Han Sanping (en)
- Scénario : Chen Baoguang et Wang Xingdong
- Photographie : Zhao Xiaoshi
- Montage : Derek Hui
- Musique : Shu Nan
- Société de production : China Film Group
- Budget : 9 000 000 $ (estimation)
- Pays d'origine :  Chine
- Langue originale : mandarin
- Format : Couleurs - 2,35:1 - Dolby Digital
- Genre : Drame historique
- Durée : 138 minutes
- Dates de sortie : 
  -  Chine : 17 septembre 2009

## Distribution
- Tang Guoqiang : Mao Zedong
- Zhang Guoli : Tchang Kaï-chek
- Xu Qing : Song Qingling
- Liu Jin : Zhou Enlai
- Chen Kun : Chiang Ching-kuo
- Wang Wufu : Zhu De
- Wang Xueqi : Li Zongren
- Liu Sha : Liu Shaoqi
- Vivian Wu : Song Meiling
- Xiu Zongdi : Fu Zuoyi

De nombreuses vedettes du cinéma chinois, dont Jackie Chan, Chen Kaige, Chen Shu, Leon Lai, Andy Lau, Tony Leung Ka-fai, Jet Li, Zhao Wei, Jiang Wen, John Woo, Donnie Yen, Ge You et Zhang Ziyi, font de petites apparitions dans le film.

## Accueil
Le film a rapporté environ 62 500 000 $ au box-office mondial dont la quasi-totalité en Chine.
Il a remporté les prix des cent-fleurs du meilleur film et de la meilleure actrice dans un second rôle (pour Xu Qing) ainsi que les prix Huabiao de la meilleure réalisation et de la meilleure musique et a été nommé aux Hong Kong Film Awards du meilleur film asiatique.